# Exasticolus thirionae
Exasticolus thirionae är en stekelart som beskrevs av Braet och Van Achterberg 2001. Exasticolus thirionae ingår i släktet Exasticolus och familjen bracksteklar. Inga underarter finns listade i Catalogue of Life.